# Sovet
Sovet (en wallon Sovet) est une section de la ville belge de Ciney située en Région wallonne dans la province de Namur.
C'était une commune à part entière avant la fusion des communes de 1977.

## Étymologie
Le mot "Sovet" vient du latin Subius et se nommait "Souvet" en 1345. Puis, au fil des siècles, le « u » a été abandonné.

## Géographie
Sovet est situé à 15 km de Dinant et à 5 km de Ciney. Le sol est calcaire et le village est exclusivement agricole avec un sol particulièrement fertile. Sovet est arrosé par le Bocq qui traverse l'ancienne commune dans toute sa largeur.
Hameaux : Jet, Croix, Senenne, Reuleau et Vincon.

## Évolution démographique
- Source: DGS, 1831 à 1970=recensements population, 1976= habitants au 31 décembre

## Histoire
Sovet, avec Reuleau, Vincon et Jet faisait partie de la mairie de Ciney. Croix était une seigneurie hautaine de la principauté de Liège, une des trente-deux hauteurs de la Mairie de Ciney. Quant à Senenne, c'était une enclave luxembourgeoise dépendant du château de Durbuy.

## Liste des bourgmestres de 1830 à 1977
- Alfred d'Huart, de 1879 à 1908, (Parti Catholique).

## Patrimoine et culture

### Patrimoine architectural

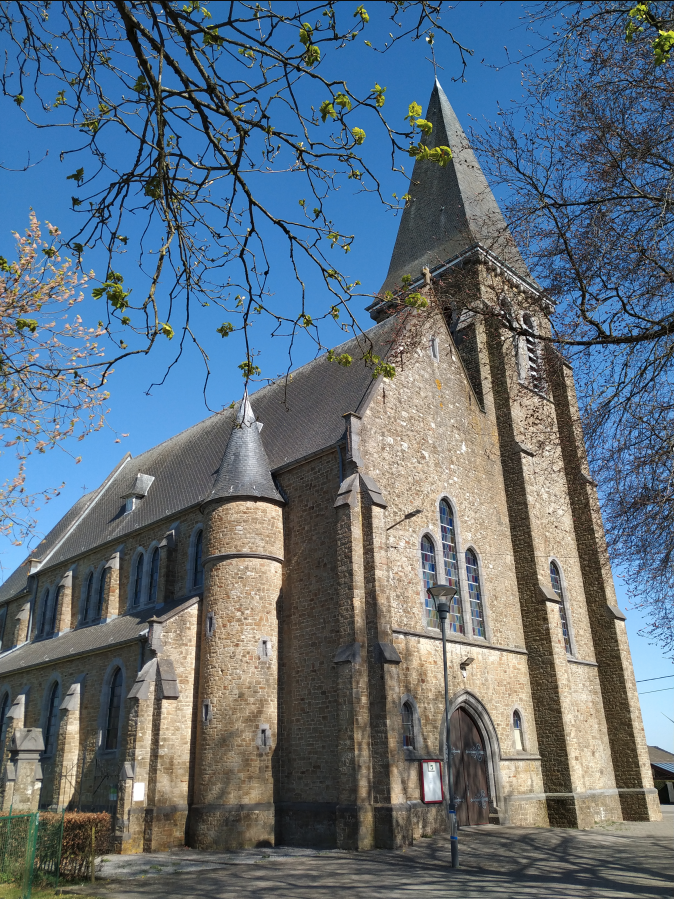
Église paroissiale Saint-Hubert de Sovet.

- L'église Saint-Hubert de Sovet, de style néo-gothique, date de juillet 1912 et remplace une église construite en 1844 lorsque Sovet fut érigé en paroisse.
- Le château-ferme de Vincon date du XVIIIe siècle, de style condruzien. Il appartient à un membre de la famille d'Ursel.
- Le château d'Onthaine construit en brique peinte et en moellons de grès et de calcaire, il est entouré de plusieurs hectares de forêt. Il date du XVIIe siècle, au XVIIIe siècle, il est rénové par André-Joseph de Montpellier. En 1835, le château est dévolu, par alliance, au baron d'Huart. De nos jours, les descendants d'Huart occupent toujours le château.

## Sources
- Menne (G.), Brutsaert (E.), De Meester (J.),Histoire et Patrimoine des communes de Belgique : province de Namur, éditions Racine, Bruxelles, 2012, page 87
- Château d'Onthaine
- http://www.ciney.be/tourisme/sovet.php Brève présentation
- http://clochersdewallonie.be/sovet01.jpg